# NGC 10
NGC 10 (również PGC 634) – galaktyka spiralna z poprzeczką (SBbc), znajdująca się w gwiazdozbiorze Rzeźbiarza. Została odkryta 25 września 1834 roku przez Johna Herschela.
22 grudnia 2011 roku Stu Parker odkrył w niej supernową SN 2011jo.

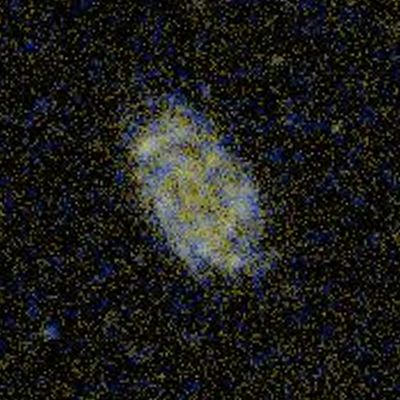
Zdjęcie w ultrafiolecie z sondy GALEX